# Kościół Matki Boskiej Różańcowej w Zabrzu
Kościół Matki Boskiej Różańcowej – rzymskokatolicki kościół parafialny należący do dekanatu Zabrze-Mikulczyce diecezji gliwickiej. Znajduje się w zabrzańskiej dzielnicy Grzybowice.

## Historia

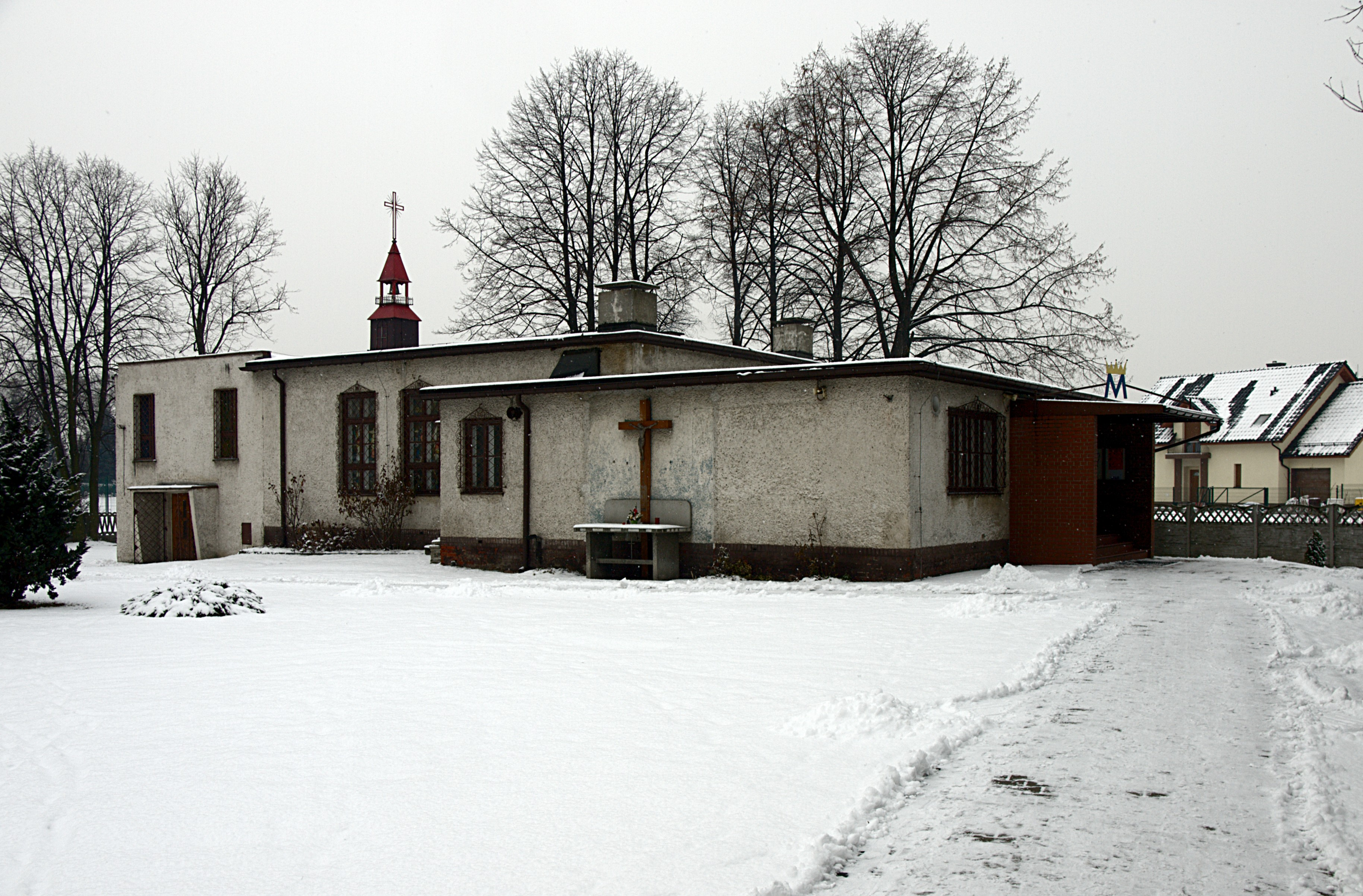
Stary kościół (2011)

### Obecny kościół
Funkcję świątyni pełni barak, który wcześniej był użytkowany jako świetlica dla związku młodzieży (Jugendheim). W styczniu 1945 roku proboszcz parafii Trójcy Świętej w Wieszowie, ksiądz Filip Wolnik, razem z wiernymi z Grzybowic przejął pustą budowlę i rozpoczął prace adaptacyjne dla celów sprawowania nabożeństw. W dniu 23 grudnia 1945 roku kaplica została pobłogosławiona przez księdza radcę Roberta Płonkę, proboszcza z Rokitnicy. Za zgodą władz kościelnych przy kaplicy została utworzona lokalia, która została wydzielona z parafii w Wieszowie. Dzięki dekretowi biskupa Franciszka Jopa z dnia 1 stycznia 1958 roku lokalia została przekształcona w parafię. Od 2014 roku powstaje nowy kościół; do 2018 roku budowla była już zadaszona i zaopatrzona w dzwony, obecnie (stan na marzec 2020) trwa zbiórka pieniędzy na witraże, wykonanie instalacji i tynków wewnętrznych.

### Kościół w budowie
W 2014 r. rozpoczęto budowę nowego kościoła. Obiekt obecnie jest w trakcie budowy.